# Chapsa zahlbruckneri
Chapsa zahlbruckneri är en lavart som först beskrevs av Redinger, och fick sitt nu gällande namn av Frisch. Chapsa zahlbruckneri ingår i släktet Chapsa och familjen Graphidaceae.   Inga underarter finns listade i Catalogue of Life.